# Kościół Ducha Świętego w Nowym Sączu
Kościół Ducha Świętego w Nowym Sączu – kościół ponorbertański, obecnie jezuicki mieszczący się w Nowym Sączu, przy ulicy Piotra Skargi.
Jest to pierwotnie gotycka świątynia z prezbiterium zamkniętym wielobocznie, ze sklepieniem siatkowym wspartym na przyporach. Nawa z XVII wieku sklepiona kolebkowo. Wieża z 1755 roku. Portal marmurowy z XVIII wieku. We wnętrzu cenne obrazy m.in. Matki Boskiej Pocieszenia z 1569 roku malowany temperą na desce lipowej oraz wizerunek Św. Anny Samotrzeciej.